# Allan Elsom
Allan Edwin George Elsom (* 18. Juli 1925 in Christchurch, Neuseeland; † 25. September 2010 in Christchurch, Neuseeland) war ein neuseeländischer Rugby-Union-Spieler auf der Position des Innendreiviertels. Außerhalb des Rugbys arbeitete er hauptberuflich als Immobilienmakler. Des Weiteren war er ein Schwager des ebenfalls verstorbenen Rugby-Union-Spielers Nelson Dalzell.
Allan ging auf die Christchurch Boys’ Highschool zur Schule, wo er als Schüler Erfolge im Tennis feierte. Von 1945 bis 1946 diente er in der neuseeländischen Marine, bevor 1947 begann, Vereinsrugby für den Marist Albion RC zu spielen. Gleich in seiner ersten Spielzeit verletzte er sich lebensgefährlich am Genick. Er brauchte fast vier Jahre, um sich komplett von dieser Verletzung zu erholen. Erst 1951 hatte er wieder genug Vertrauen, um Rugby spielen zu können. Bereits nach ein paar Spielen für seinen Verein wurde er aufgrund seiner Leistungen für die Auswahlmannschaft der Canterbury RFU nominiert und wurde ein Jahr später zum ersten Mal ein neuseeländischer Nationalspieler. Er spielte 1952 für die neuseeländische Nationalmannschaft (All Blacks) in den zwei Spielen gegen die australische Nationalmannschaft (Wallabies) im Bledisloe Cup, den die Neuseeländer mit einem Sieg und einer Niederlage verteidigen konnten. 1953 gelang es ihm mit Canterbury den Ranfurly Shield zu gewinnen, nachdem sie die Wellington RFU mit 27:3 besiegten. Den Shield konnte er mit Canterbury anschließend bis 1956 in 23 Spielen hintereinander verteidigen. Nach dem Shield-Sieg wurde er in den Kader der neuseeländischen Nationalmannschaft (All Blacks) für deren Europatour 1953/54 berufen. Auf dieser Tour spielte er jedoch nur in einem von fünf Länderspielen gegen die walisische Nationalmannschaft, das auch noch verloren ging.
1955 spielte er in allen drei Länderspielen gegen Australien um den Bledisloe Cup. Die All Blacks verteidigten den Cup erneut erfolgreich gegen die Wallabies mit zwei Siegen und einer Niederlage. In der zweiten Partie erzielte Elsom seine einzigen Länderspielpunkte, als er ein Dropgoal erzielte.
1956 konnte er mit Canterbury gegen die in Neuseeland tourende südafrikanische Nationalmannschaft (Springboks) und 1957 die aus Australien heimkehrenden All Blacks besiegen. 1958 trat er dann vom aktiven Rugbysport zurück.